# オスバルド・プグリエーセ
オスバルド・プグリエーセ（Osvaldo Pugliese, 1905年12月2日 ‐ 1995年7月25日）は、アルゼンチン・タンゴのピアニスト、マエストロ。“ジュンバ”と表記される独特の、下町っぽい激しいスタッカートと、全楽器（ピアノ、コントラバス、バンドネオン、バイオリン）が相互に絡んだ精緻な演奏が特徴である。

## 生涯

### 楽団設立まで
タンゴ演奏家の父をもつプグリエーセは、15歳でピアニストとしてデビューした。その後、ペドロ・マフィア楽団やペドロ・ラウレンス楽団などを経ることにより、彼らを生んだフリオ・デ・カロの影響を強く受けたと言われている。プグリエーセが自身の楽団でデビューしたのは1939年、33歳のときである。

### 楽団設立以後
演奏スタイルは、独特の、下町っぽい激しいスタッカートと、全楽器が相互に絡んでの精緻な音作りがその特徴となっている。初期の演奏テンポは、緩急の差がそれほど大きくなかったが、プグリエーセが編曲面でサウンドの美しさを追求するにつれ、フレーズごとに緩急が付けられるようになってきた。1940－50年代では目立たなかった付加和音やグリッサンドやトーン・クラスターも、1960年代以降はこれが増量されて「プグリエーセ・サウンド」と化した。「ラ・クンパルシータ」では冒頭のAメロを丸ごとカットするという大胆な編集も行っている。1968年に、バンドネオン奏者のオスバルド・ルジェーロをはじめとする、メンバーの大量離脱があっても、その穴を補充して楽団の解散は免れた。
レコード録音は、1943年にオデオン（EMI）で開始され、1961年にフィリップスに移籍した。そして1972年には、オデオン（EMI）に再移籍した。オデオン（EMI）には、約300曲のセッション録音を残している。

### EMI再移籍以後
この時点でプグリエーセは大巨匠になっていたが、肝心のピアノのテクニックは年とともに枯れる一方であり、1989年の東京公演で「輝ける東京」を披露して、公式に解散が表明された。名古屋公演でも司会が解散することを明言している。これ以降の商用録音は残されていない。
しかし実際には解散しておらず、1990年代に入っても精力的に地元やスペインで亡くなるまで活動していた。それらのライブ録音とヴィデオはyoutubeでいくつかが確認できる。1960年代以降の評価は様式の不統一もあり割れているが、1950年代の録音は保守前衛の派閥にかかわらず評価が高い。

## 日本とのかかわり
プグリエーセ楽団は、3回日本を訪れている。1回目の1965年では、直前に来日記念盤（見開きLP）が発売された。2回目の1979年の来日の際には、「チケ」「マーラ・フンタ」「レクエルド」など数々の曲がFM放送によってオンエアーされている。3回目の1989年に「輝ける東京」を披露したことで名高い。

## エピソード
- 後年プグリエーセが巨匠化するにつれ、彼の代表作ラ・ジュンバやレクエルドでは観客が堪りかねずに拍手や歓声を曲の冒頭や曲尾で行うようになり、マドリッドのビルバオ文化センターライブやモンテヴィデオのソリス劇場ライブやブエノスアイレスのコロン劇場ライブでは音源が甚だしく損傷している。しかし、日本の横浜や名古屋で行った公演ではそのような慣習がなかったため、クリアに撮れている。
- 同じ曲であろうと年代に応じてヴァージョンアップを重ね、即興性を重視した。odeon時代の録音を聞く限り、最初からレクエルドの有名な間奏が存在していなかったことが確認できる。Copacabanaの演奏は、ピアノが同じ音符をたたいている音源は一つもない。これをアストル・ピアソラはこのように評した。「プグリエーセ（のスタイル）はトラディショナル・タンゴだよ、ただし今に活きるタンゴだ。」
- レジオン・ドヌール勲章を受章したにもかかわらず、フランス国内の公演は多くはない。
- プグリエーセの出身地であるブエノス・アイレス市のビジャ・クレスポ（Villa Crespo）地区（バリオ）には、同市地下鉄（Subte）・B線にプグリエーセを記念した「マラビア（オズバルド・プグリエーセ）」駅が存在し[1]、駅近隣にはプグリエーセの記念碑もある[2]。なお、同線にはカルロス・ガルデルを記念した「カルロス・ガルデル」駅もある。

## 有名な作品

### ラ・ジュンバ
1946年の作品で、歌詞はつけられていないが、タンゴファンがよく聴く曲である。

### レクエルド
作曲でも非凡さを発揮し、18歳で作ったと言われる「レクエルド」(想い出）は、巨匠アニバル・トロイロをして「自分はレクエルドただ１曲の作曲者でありたかった。」と言わしめた。